# Bye, Lits distrikt
Bye är en by i Lits distrikt (Lits socken) i Östersunds kommun, Jämtlands län (Jämtland). Byn ligger vid europaväg 45, cirka fem kilometer söder om tätorten Lit. En mindre del av byn ingår i småorten Mo.